# Sh2-161
Sh2-161 è una nebulosa a emissione visibile nella costellazione di Cassiopea; si trova sul Braccio di Perseo ed è composta da due nebulose distinte: Sh2-161A, di cui si ignora la gran parte dei parametri, e Sh2-161B, direttamente connessa con altre nebulose circostanti, come NGC 7538 e Sh2-159, situate nella stessa regione della grande associazione OB Cassiopeia OB2.

## Osservazione

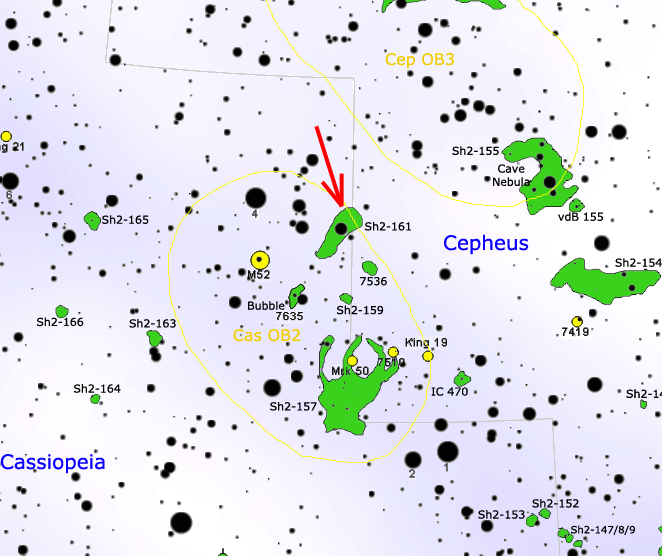
Mappa della regione di Cas OB2, con in evidenza Sh2-161.

Sh2-161 è visibile nella parte più occidentale della costellazione, sul confine con Cefeo, 0,5° a nordest della nebulosa NGC 7635 e circa 1° a ovest dell'ammasso aperto M52. Non è facilmente osservabile otticamente, pertanto né un binocolo né un telescopio amatoriale sono in grado di mostrarla; può essere ripresa nelle fotografie a lunga posa, in cui appare come una vasta e tenue nebulosità diffusa, con delle regioni più luminose al centro e un grande arco in direzione nord. Lo sfondo è ricchissimo di campi stellari, su cui spicca, in direzione sudovest, l'ammasso aperto NGC 7510, ben osservabile anche con un binocolo.
Cefeo e Cassiopea sono due costellazioni caratteristiche dei cieli autunnali boreali; la regione celeste in cui si trova il sistema nebuloso raggiunge la massima altezza sull'orizzonte nel cielo serale nei mesi compresi fra ottobre e dicembre. La declinazione fortemente settentrionale fa sì che sia facilmente osservabile solo dalle regioni dell'emisfero boreale, dove per altro si presenta circumpolare da gran parte delle sue latitudini; dall'emisfero australe la sua visibilità è limitata alle sole latitudini tropicali e subtropicali ed è visibile sempre piuttosto bassa sull'orizzonte nord.

## Caratteristiche
Si tratta di un complesso formato in realtà da due nebulose ben distinte, come si evince dalla misurazione della velocità radiale; Sh2-161A è la regione meno conosciuta, sebbene sia stata indicata alla stessa distanza delle nebulose circostanti, come Sh2-159 e NGC 7538, ossia a una distanza di circa 2800 parsec (circa 9100 anni luce). Sh2-161B invece è la nube a cui sono associate fisicamente le due nebulose sopra citate, ed è associata alla grande associazione OB Cas OB2, la più occidentale delle associazioni OB di Cassiopea, che conta cinque stelle massicce di classe O e alcune di classe B.

### Pubblicazioni specifiche
- Mária Kun, Star Forming Regions in Cassiopeia (PDF), vol. 1, Handbook of Star Forming Regions, Volume I: The Northern Sky ASP Monograph Publications, Bo Reipurth, dicembre 2008,  p. 24, ISBN 978-1-58381-670-7.

### Carte celesti
- Tirion, Rappaport, Lovi, Uranometria 2000.0 - Volume I - The Northern Hemisphere to -6°, Richmond, Virginia, USA, Willmann-Bell, inc., 1987, ISBN 0-943396-14-X.
- Tirion, Sinnott, Sky Atlas 2000.0 - Second Edition, Cambridge, USA, Cambridge University Press, 1998, ISBN 0-933346-90-5.